# Okręty podwodne typu Sturgeon
Okręty podwodne typu Sturgeon – amerykańskie wielozadaniowe okręty podwodne, stanowiące konstrukcyjne rozwinięcie jednostek typu Thresher/Permit. Podstawową widoczną różnicą było podwyższenie kiosku oraz możliwość prowadzenia operacji podlodowych. Te wielozadaniowe, lecz budowane w pierwszym rzędzie z myślą o prowadzeniu walki podwodnej z radzieckimi okrętami podwodnymi jednostki, zasilane były siłownią nuklearną z reaktorem S5W - podobną do siłowni wcześniejszych typów. Z powodu większych rozmiarów tych okrętów, przy zachowaniu siłowni o tej samej mocy, okręty typu Sturgeon były nieco wolniejsze od swoich poprzedników, jednak ich szybkość została konstrukcyjnie poświęcona na rzecz uzyskania większych możliwości bojowych. Znalazło to wyraz w lepszym wyciszeniu okrętów, większych zdolnościach obserwacji oraz silniejszym uzbrojeniu, a także w uzyskaniu możliwości prowadzenia działań operacyjnych w rejonach arktycznych. Okręty tego typu zostały wyposażone w przeciwpodwodne pociski balistyczne SUBROC z głowicą jądrową, pociski przeciwokrętowe Harpoon oraz pociski manewrujące Tomahawk w wersjach o różnym zastosowaniu. Ich uzbrojenie uzupełniały torpedy Mk. 48, a późnej Mk. 48 ADCAP.
37 okrętów tego typu tworzyło najdłuższą po jednostkach typu Los Angeles serię amerykańskich okrętów podwodnych z napędem jądrowym. Począwszy od 1967 roku, jednostki te prowadziły zimnowojenną działalność operacyjną aż do roku 2004, kiedy ostatnie okręty Sturgeon zostały wykreślone z rejestru US Navy.

## Geneza
10 kwietnia 1963 roku zatonął okręt prototypowy typu Thresher - USS "Thresher" (SSN-593). Utrata tego okrętu miała dalekosiężne konsekwencje dla marynarki wojennej Stanów Zjednoczonych. Z wejściem do użytku stali HY-80 wydawało się, że US Navy znalazła się na szybkiej ścieżce prowadzącej do stopniowego zwiększania możliwej głębokości operacyjnej okrętów. Katastrofa zachwiała podstawami tego optymizmu, powodując że marynarka amerykańska na dziesięciolecia zrezygnowała ze zwiększania głębokości operacyjnej swoich okrętów, przyjmując zachowawczą politykę w tym zakresie. W czasie, gdy kolejne typy radzieckich okrętów podwodnych biły rekordy głębokości zanurzenia, US Navy zachowawczo wprowadzała do służby nowe typy okrętów z głębokością testową niższą niż pozwalała na to charakterystyka wytrzymałościowa stali HY-80. O ile zanurzenie testowe jednostek Thresher wynosiło 400 metrów, o tyle aż do wprowadzenia do służby okrętów typu Seawolf głębokość zanurzenia testowego wszystkich następnych typów okrętów – zarówno wielozadaniowych, jak i strategicznych – w zasadzie nie przekraczała 300 metrów, i to mimo że wyprodukowany z tej samej stali HY-80 okręt badawczy z napędem jądrowym Naval Research Vessel (NR-1) zdolny był do bezpiecznego zanurzenia na głębokość aż 915 metrów. Sytuacja ta zmieniła się dopiero w 1997 roku, wraz z wprowadzeniem do służby zbudowanego z wytrzymalszej stali HY-100 USS "Seawolf" (SSN-21). Mimo głębokości testowej wynoszącej oficjalnie 243,84 metrów, rzeczywista maksymalna głębokość operacyjna wynosi w przypadku okrętów tego typu aż 610 metrów. Przez dziesięciolecia, podczas gdy okręty radzieckie udowadniały, że potrafią zanurzać się na nieosiągalne dla okrętów US Navy głębokości, marynarka amerykańska wychodziła z założenia, że bezpieczeństwo załóg jest sprawa priorytetową, a za pomocą torped (początkowo Mk. 45 Astor z głowicą nuklearną, a następnie Mk. 48 z głowicą konwencjonalną) jest w stanie zniszczyć sowieckie okręty bez względu na głębokość, na jaką realnie będą w stanie się zanurzyć.

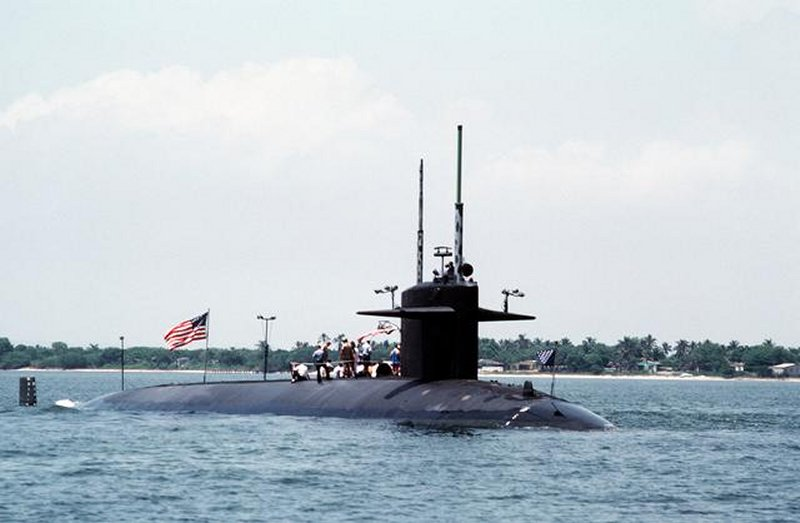
USS "Greenling" (SSN-614) typu Permit

Spowodowany katastrofą "Threshera" konserwatyzm US Navy w konstruowaniu i budowie okrętów uwidocznił się również w przedłużeniu stosowania stali HY-80. Stal ta, po raz pierwszy zastosowana na okrętach typu Skipjack w 1959 roku, używana była w okrętach Polaris i aż po czasy okrętów typu Los Angeles. Skutkowało to nie tylko niezwiększaniem głębokości operacyjnej, ale wręcz jej zmniejszeniem dla 62 jednostek Los Angeles. Konsekwencja, z jaką US Navy pozostawała przy tej stali zamiast wytrzymalszej HY-100, podyktowana była problemami z obróbką tej ostatniej, a także kwestiami masy okrętów. W oczywisty sposób wpływało to nie tylko na dopuszczalną głębokość operacyjną, lecz także na wytrzymałość kadłubów, zmniejszenie liczby narażonych na działanie ciśnienia sekcji okrętów, zmniejszenie rezerwy wyporu hydrostatycznego i marginesu dopuszczalnych przyszłych modernizacji. Zachowawczość amerykańskiej marynarki uwidoczniła się także w rezygnacji przez admirała Rickovera z rewolucyjnej konstrukcji okrętu myśliwskiego opracowywanej w programie CONFORM. Z drugiej strony ostrożność US Navy prowadziła do konstrukcji reaktorów znacznie bezpieczniejszych niż radzieckie, ostrzejszych procedur bezpieczeństwa i lepszego wyszkolenia załóg.
Bezpośrednim efektem katastrofy "Threshera" było podjęcie zakrojonego na szeroką skalę programu poprawy bezpieczeństwa okrętów podwodnych. Jak bowiem wynikało z przeprowadzonych po wypadku analiz, konstrukcja jednostek typu Thresher nie była wadliwa, wymagała jednak pewnych zmian w celu wykluczenia podobnych przypadków w przyszłości. Uruchomiony w tym celu specjalny program SUBSAFE (bezpieczny okręt podwodny) opóźnił dostawy nowych myśliwskich okrętów podwodnych o wiele lat, jednakże umożliwił wprowadzenie do okrętów wielu istotnych zmian poprawiających bezpieczeństwo pływania, w tym używania jednostek w sytuacjach awaryjnych.
W momencie katastrofy "Threshera", trwał już program daleko idącej modyfikacji projektu jednostek typu Thresher, zmierzającej do pozbawienia konstrukcji pewnych słabości. Formalna decyzja o podjęciu prac podjęta została w grudniu 1961 roku, jednakże zastosowane m.in. na "Thresherze" efekty tych modyfikacji nie polepszyły zasadniczo okrętu - projektanci bowiem, zbyt wiele poświęcili dla ograniczenia oporów wody, kosztem utrudnień w innych sferach. Zmiany te nie zostały w dużej mierze zaakceptowane, z czasem jednak program ten doprowadził do powstania zmodyfikowanej konstrukcji okrętów typu Thresher, dłuższych od oryginalnych jednostek o 10 stóp (3,1 m), wyporności większej o 510 ton, kilka też węzłów wolniejszej. Zmiany te były na tyle istotnie, w październiku 1962 roku, wprowadzająca je konstrukcja została uznana za zupełnie nowy typ okrętu - Sturgeon.

## Konstrukcja
W projekcie nowego typu okrętów zaimplementowano komplet rozwiązań powstałych w programie SUBSAFE. Należały do nich:
- przeprojektowanie wszystkich rurociągów prowadzących wodę morską w celu zapewnienia im zdolności wytrzymania pełnego ciśnienia wody morskiej;
- wprowadzenie centralnych zaworów awaryjnych, tak aby jedna osoba mogła szybko zamknąć cały wewnętrzny obwód;
- modyfikacja wysokociśnieniowego systemu przedmuchu zbiorników balastowych w taki sposób, aby przechodził bezpośrednio do głównych zbiorników, zamiast przez kolektory w pomieszczeniu sterowania. Rurociągi zostały też poszerzone celem przezwyciężenia problemu ochładzania adiabatycznego.
- modyfikacji uległy też awaryjne procedury obsługi reaktora, tak aby całe ciepło pozostałe w reaktorze po jego zatrzymaniu mogło zostać szybko użyte do awaryjnego wynurzenia się okrętu;.

Nowy typ otrzymał kadłub lekki o długości 89 metrów (zamiast 84,9 metrów w projekcie Thresher) oraz znacząco większy kiosk. Obie zmiany powodowały większy opór przy opływie wody, były jednak konieczne z uwagi na wady rozwiązań w tym zakresie zastosowanych w oryginalnym projekcie Thersher. Dla przykładu, jednostki oryginalnego projektu miały jedynie jeden peryskop, na dodatek nieszczęśliwie umiejscowiony za urządzeniem spełniającym rolę chrap. Także mała wysokość kiosku powodowała, iż kadłub okrętu znajdującego się na głębokości peryskopowej był zbyt blisko powierzchni wody, a utrzymanie głębokości było trudne.
Jedną z kwestii, na którą położono największy nacisk w pracach nad nowym okrętem, był zapoczątkowane przy opracowywaniu jednostek Thresher działania na rzecz możliwie największego wyciszenia okrętów. Konstruktorzy amerykańskiej marynarki sądzili że zrozumieli już źródła hałasu na okręcie. Oczekiwano iz Sturgeon będzie cichszy niż Thresher, tymczasem pierwszy okręt zbudowany w stoczni Mare Island USS "Gurnard" (SSN-662) był zaskakująco głośny. Nie stwierdzono żadnej konkretnej wady projektowej, zamiast tego stosunkowa hałaśliwość okrętu związana była z dużą liczbą drobnych niedociągnięć w wyposażeniu dostarczanym przez przedsiębiorstwa kooperujące w produkcji, niedostatecznie  sprawdzonym przez stocznię. Wyciszenie jest bowiem wypadkową niezwykle starannego projektu i bardzo ścisłej - a przy tym drogiej - kontroli jakości u dostawców i na poziomie stoczni.
Konstrukcja jednostek Sturgeon ewoluowała w trakcie produkcji kolejnych jednostek. Okręty ujęte w budżetach na lata 1963-63 (Mod. 1, 2 i 3) używały turbin de Lavala produkcji General Electric i Westinghouse, okręty których budowa została zatwierdzona od roku 1964 (Mod. 4) używały turbiny de Lavala ze zintegrowanym kondensatorem, jednostki roku budżetowego 1965 (Mod. 5) otrzymały nowy sonar AN/BQS-13, który zastąpił sonar ze sferyczną anteną AN/BQS-6, oraz sonar pod lodowy i detekcji min AN/BQS-14. Jednostki których budowę Kongres zatwierdził w roku 1966 (Mod. 6, 7 i 8) otrzymały nowy system klimatyzacji oraz nowe turbiny General Electric z kondensatorami de Lavala. W celu sprawdzenia funkcjonowania nowych aranżacji siłowni, zbudowano odpowiednią makietę.  Wszystkie te okręty wyposażone zostały w istniejące już wcześniej urządzenia obserwacyjne - niektóre z nich używały anten wywodzących się jeszcze z czasów wojny koreańskiej. Program zmierzający do opracowania nowego zintegrowanego wyposażenia obserwacyjnego rozpoczęto dopiero w 1965 roku, w marcu 1966 roku natomiast Biuro Szefa Operacji Morskich zleciło studia nad określeniem przestrzeni i ciężaru niezbędnego do pomieszczenia nowego systemu obserwacji akustycznej (Acoustic Intelligence Gathering Systems - AIGS) Tuba II/III, zawierającego m.in. holowana antenę sonaru.
Budowa okrętu prototypowego typu Sturgeon -  USS "Sturgeon" (SSN-637) rozpoczęła się 10 sierpnia 1963 w stoczni Electric Boat. Jednostkę wodowano 26 lutego 1966, wszedł do służby 3 marca 1967. W latach 1967–1975 do służby wprowadzono 37 okrętów, które były budowane w 6 różnych stoczniach. Koszt budowy jednego okrętu wynosił około 80 mln dolarów. Okręty zaczęto wycofywać ze służby w 1991, a proces ten zakończył się w 2004.

## Wersje okrętów
- Wersja krótki kadłub - pierwsza i podstawowa wersja okrętów typu Sturgeon. Zbudowano 28 okrętów tej wersji.
- Wersja długi kadłub - zbudowano 9 okrętów, które miały kadłub przedłużony do 92 metrów. Dzięki temu okręt zabierał więcej wyposażenia, a załoga otrzymała większą przestrzeń bytową.

## Okręty
| Numer                          | Nazwa                | Stocznia          | Początek budowy      | Wodowanie            | Wejście do służby    | Koniec służby        |
| ------------------------------ | -------------------- | ----------------- | -------------------- | -------------------- | -------------------- | -------------------- |
| Projekt SCB-188A               |                      |                   |                      |                      |                      |                      |
| SSN-637                        | "Sturgeon"           | Electric Boat     | 30 listopada 1961    | 26 lutego 1966       | 3 marca 1967         | 1 sierpnia 1994      |
| SSN-638                        | "Whale"              | Quincy            | 30 listopada 1961    | 14 października 1966 | 12 października 1968 | 25 czerwca 1996      |
| SSN-639                        | "Tautog"             | Ingalls           | 27 stycznia 1964     | 15 kwietnia 1967     | 17 sierpnia 1968     | 31 marca 1997        |
| SSN-646                        | "Grayling"           | Portsmouth NSY    | 12 maja 1964         | 22 czerwca 1967      | 11 października 1969 | 18 lipca 1997        |
| SSN-647                        | "Pogy"               | Ingalls           | 5 maja 1964          | 3 czerwca 1967       | 15 maja 1971         | 4 stycznia 1999      |
| SSN-648                        | "Aspro"              | Ingalls           | 23 listopada 1964    | 29 listopada 1967    | 20 lutego 1969       | 31 marca 1995        |
| SSN-649                        | "Sunfish"            | Quincy            | 15 stycznia 1965     | 14 października 1966 | 15 marca 1969        | 31 marca 1997        |
| SSN-650                        | "Pargo"              | Electric Boat     | 3 czerwca 1964       | 17 września 1966     | 5 stycznia 1968      | 14 kwietnia 1995     |
| SSN-651                        | "Queenfish"          | Newport News      | 11 maja 1964         | 25 lutego 1966       | 6 grudnia 1966       | 14 kwietnia 1992     |
| SSN-652                        | "Puffer"             | Ingalls           | 8 lutego 1965        | 30 marca 1968        | 9 sierpnia 1969      | 12 lipca 1996        |
| SSN-653                        | "Ray"                | Newport News      | 4 stycznia 1965      | 21 czerwca 1966      | 12 kwietnia 1967     | 16 marca 1993        |
| SSN-660                        | "Sand Lance"         | Portsmouth NSY    | 15 stycznia 1965     | 11 listopada 1969    | 25 września 1971     | 7 sierpnia 1998      |
| SSN-661                        | "Lapon"              | Newport News      | 26 lipca 1965        | 16 grudnia 1966      | 14 grudnia 1967      | 8 czerwca 1992       |
| SSN-662                        | "Gurnard"            | San Francisco NSY | 22 grudnia 1964      | 20 maja 1967         | 6 grudnia 1968       | 28 kwietnia 1995     |
| SSN-663                        | "Hammerhead"         | Newport News      | 29 listopada 1965    | 14 kwietnia 1967     | 28 czerwca 1968      | 5 kwietnia 1995      |
| SSN-664                        | "Sea Devil"          | Newport News      | 12 kwietnia 1966     | 5 października 1967  | 30 stycznia 1969     | 16 października 1991 |
| Projekt SCB-300.65             |                      |                   |                      |                      |                      |                      |
| SSN-665                        | "Guitarro"           | San Francisco NSY | 9 grudnia 1965       | 27 lipca 1968        | 9 września 1972      | 29 maja 1992         |
| SSN-666                        | "Hawkbill"           | San Francisco NSY | 12 września 1966     | 12 kwietnia 1969     | 4 lutego 1971        | 1999                 |
| SSN-667                        | "Bergall"            | Electric Boat     | 16 kwietnia 1966     | 17 lutego 1968       | 13 czerwca 1969      | 6 czerwca 1996       |
| SSN-668                        | "Spadefish"          | Newport News      | 21 grudnia 1966      | 15 maja 1968         | 14 sierpnia 1969     | 11 kwietnia 1997     |
| SSN-669                        | "Seahorse"           | Electric Boat     | 13 sierpnia 1966     | 15 czerwca 1968      | 19 września 1969     | 17 sierpnia 1995     |
| SSN-670                        | "Finback"            | Newport News      | 26 czerwca 1967      | 7 grudnia 1968       | 4 lutego 1970        | 28 marca 1997        |
| SSN-672                        | "Pintado"            | San Francisco NSY | 27 października 1967 | 16 sierpnia 1969     | 11 września 1971     | 26 lutego 1998       |
| SSN-673                        | "Flying Fish"        | Electric Boat     | 30 czerwca 1967      | 17 maja 1969         | 29 kwietnia 1970     | 16 maja 1996         |
| SSN-674                        | "Trepang"            | Electric Boat     | 28 października 1967 | 27 września          | 14 sierpnia 1970     | 4 stycznia 1999      |
| SSN-675                        | "Bluefish"           | Electric Boat     | 13 marca 1968        | 10 stycznia 1970     | 8 stycznia 1971      | 31 maja 1996         |
| SSN-676                        | "Billfish"           | Electric Boat     | 20 września 1968     | 1 maja 1970          | 12 marca 1971        | 4 stycznia 1999      |
| SSN-677                        | "Drum"               | San Francisco NSY | 20 sierpnia 1968     | 23 maja 1970         | 15 kwietnia 1972     | 30 października 1995 |
| Okręty z przedłużonym kadłubem |                      |                   |                      |                      |                      |                      |
| SSN-678                        | "Archerfish"         | Electric Boat     | 19 czerwca 1969      | 16 stycznia 1971     | 17 grudnia 1971      | 31 marca 1998        |
| SSN-679                        | "Silversides"        | Electric Boat     | 13 października 1969 | 4 czerwca 1971       | 5 maja 1972          | 21 lipca 1994        |
| SSN-680                        | "William H. Bates"   | Ingalls           | 4 sierpnia 1969      | 11 grudnia 1971      | 1 maja 1973          | 11 lutego 2000       |
| SSN-681                        | "Batfish"            | Electric Boat     | 9 lutego 1970        | 9 października 1971  | 1 września 1972      | 2 listopada 1998     |
| SSN-682                        | "Tunny"              | Ingalls           | 22 maja 1970         | 10 czerwca 1972      | 26 stycznia 1974     | 13 marca 1998        |
| SSN-683                        | "Parche"             | Ingalls           | 10 grudnia 1970      | 13 stycznia 1973     | 17 sierpnia 1974     | 2003                 |
| SSN-684                        | "Cavalla"            | Electric Boat     | 4 czerwca 1970       | 19 lutego 1972       | 9 lutego 1973        | 30 marca 1998        |
| SSN-686                        | "L. Mendel Rivers"   | Newport News      | 26 czerwca 1971      | 2 czerwca 1973       | 1 lutego 1975        | 1 maja 2001          |
| SSN-687                        | "Richard B. Russell" | Newport News      | 19 października 1971 | 12 stycznia 1974     | 16 sierpnia 1975     | 24 czerwca 1994      |

## Wypadki
- 15 maja 1969 podczas prac wyposażeniowych na USS "Guitarro" z powodu braku koordynacji przy napełnianiu zbiorników balastowych okręt zatonął przy nabrzeżu stoczniowym. Okręt podniesiono i wyremontowano, straty z powodu wypadku oszacowano na około 20 milionów dolarów. W związku z wypadkiem wejście okrętu do służby przesunięto o ponad dwa lata.
- W 1970 USS "Tautog" zderzył się z radzieckim okrętem z napędem atomowym typu Echo II "K-108". W kiosku "Tautoga" utkwiła część śruby radzieckiego okrętu. Przez wiele lat Amerykanie sądzili, że radziecki okręt w wyniku poważnych uszkodzeń zatonął, jednak w roku 2000 okazało się, że zdołał się wynurzyć i z pomocą holownika dotarł do portu.
- 20 marca 1993 USS "Grayling" zderzył się z rosyjskim okrętem podwodnym typu Delta IV "K-407". Obydwa okręty zostały poważnie uszkodzone, zdołały jednak o własnych siłach dotrzeć do swoich baz.